# Redbridge (Londres)
Pour les articles homonymes, voir Redbridge.
Redbridge (anglais : « pont rouge ») est un district du nord-est de Londres dans le borough éponyme.
Son nom réfère à un pont de briques rouges situé à cet endroit sur la rivière Roding.